# Phenothiazin
Phenothiazin ist eine chemische Verbindung aus der Gruppe der Thiazine und Namensgeber der Phenothiazine. Sie wurde 1883 von August Bernthsen erstmals synthetisiert.

## Gewinnung und Darstellung
Phenothiazin wird technisch durch katalysierte Umsetzung von Diphenylamin mit 2 Äquivalenten Schwefel als Oxidationsmittel in der Schmelze hergestellt. Dabei entsteht Phenothiazin und als Reduktionsprodukt Schwefelwasserstoff, welches gasförmig abgeführt wird. Das verbleibende Phenothiazin wird durch Vakuumdestillation gereinigt.
{\displaystyle \mathrm {(C_{6}H_{5})_{2}NH+2\ S\longrightarrow C_{12}H_{9}NS+H_{2}S} }

## Eigenschaften
Phenothiazin ist ein brennbarer, schwer entzündbarer, licht- und luftempfindlicher als Schuppen vorliegender gelber Feststoff mit charakteristischem Geruch, der praktisch unlöslich in Wasser ist. Er zersetzt sich bei Erhitzung. Er oxidiert sehr leicht unter Bildung von 3H-Phenothiazin-3-on, 7-Hydroxy-3H-phenothiazin-3-on und Phenothiazin-5-oxid.

## Verwendung
Phenothiazin wird in metallfreien organischen Farbstoffsensibilisatoren, Farbstoffen und Antioxidantien verwendet. Es dient als Antioxidans in Schmiermitteln und Ölen in Konzentrationen bis 1 %, Insektizid, Fungizid, Bakterizid, Ausgangsstoff für die Synthese von Tranquilizern und Antihistaminika, Grundkörper der Thiazinfarbstoffe, als Polymerisationsinhibitor, Medikament (Anthelminthikum) in der Veterinärmedizin, früher auch in der Humanmedizin. Es war das erste synthetische Larvizid, das vor allem in den USA in großem Umfang eingesetzt wurde. Seine Wirksamkeit gegen Moskitolarven wurde 1934 von Campbell und seinen Mitarbeitern entdeckt. Es kann damit als Vorläufer der modernen Insektizide angesehen werden.

## Sicherheitshinweise
Phenothiazin wirkt beim Menschen und bei Tieren phototoxisch. Die orale und dermale Toxizität von reinem Phenothiazin bei Ratte und Kaninchen ist mit LD50-Werten größer 10.000 mg Phenothiazin/kg Körpergewicht gering. Für die 1-h-LC50 wird ein Wert von mehr als 200.000 mg/m3 angegeben.